# Annette Tison
Pour les articles homonymes, voir Tison.
Annette Tison, née le 27 décembre 1942 à Hossegor et morte le 28 juin 2010 à Paris,, est une architecte française.
Elle est principalement connue pour être, avec son mari Talus Taylor, cocréateur des Barbapapa.

## Biographie
Annette Tison est la fille du maître d’œuvre Henri Tison (1901-1972), notamment chargé de la construction de la station balnéaire d'Hossegor. Elle est diplômée de l'ESA en 1965. Elle crée en mai 1968, avec Talus Taylor son époux, la série de livres pour enfants Barbapapa qui est éditée en album dès 1970, avant de devenir un dessin animé puis un magazine en 1976.
En 1973, elle obtient la mention Prix critique en herbe de la Foire du livre de jeunesse de Bologne (Italie) pour Animal hide and seek: a take another look book, coécrit avec Talus Taylor.